# Comuna Sezkî, Icinea
Sezkî (în ucraineană Сезьки) este o comună în raionul Icinea, regiunea Cernihiv, Ucraina, formată din satele Dziubivka, Heiți, Sezkî (reședința) și Tîșkivka.

## Demografie
Componența lingvistică a comunei Sezkî
     Ucraineană (96,38%)
     Rusă (3,62%)
Conform recensământului din 2001, majoritatea populației comunei Sezkî era vorbitoare de ucraineană (96,38%), existând în minoritate și vorbitori de rusă (3,62%).